# Smokemont
Smokemont est une localité du comté de Swain, en Caroline du Nord, dans l'est des États-Unis. Située sur les bords de l'Oconaluftee dans les monts Great Smoky, elle est protégée au sein du parc national des Great Smoky Mountains. Accessible depuis Newfound Gap Road par le Smokemont Bridge, elle comprend notamment un terrain de camping géré par le National Park Service, le Smokemont Campground. On y trouve aussi l'Oconaluftee Baptist Church, une église inscrite au Registre national des lieux historiques depuis le 1er janvier 1976.